# Сон Иль Гон
Сон Иль Гон (кор. 송일곤?, 宋一坤?; род. 1 января 1971, Сеул) — южнокорейский режиссёр и сценарист. Получил известность как режиссёр короткометражных и полнометражных фильмов, которые были отмечены различными наградами на международных кинофестивалях. Фильм «Пикник» получил в 1999 году Приз жюри Каннского кинофестиваля и Гран-при кинофестиваля в Мельбурне.

## Биография
Родился в Сеуле 1 января 1971 года. Получил образование в Сеульском институте искусств. Планировал продолжить обучение в США, но, не получив визу, уехал в Польшу. Там он прошёл обучение в Киношколе в Лодзи.
В 1998 году впервые получил признание благодаря короткометражному фильму «Печень и картофель». Фильм был основан на библейской истории Каина и Авеля. В том же году вышел на экраны короткометражный фильм «Сон клоунов». Оба фильма были показаны на международных кинофестивалях. В 1999 году получил Приз жюри Каннского кинофестиваля за короткометражный фильм «Пикник». Также фильм стал лауреатом Гран-при кинофестиваля в Мельбурне.
Вернувшись в Южную Корею, снял 50-секундный видеоролик для Seoul Video Art Biennale. Видео предназначалось для показа на электронных билбордах и рассказывало о девочке-подростке, сделавшей аборт в общественном туалете. После показа оно подверглось цензуре и было запрещено.
В 2001 году вышел на экраны первый полнометражный фильм «Остров цветов». Фильм получил награды на Венецианском кинофестивале и кинофестивале во Фрибуре.
В 2004 году дебютировал как актёр в фильме «Улыбка» начинающего режиссёра Пак Кён Хи. В том же году вышел на экраны второй полнометражный фильм «Паучий лес». Он не получил признание у зрителей и кинокритиков. В конце 2004 года на экраны вышел фильм «Перья на ветру». Он был запланирован как 30-минутная короткометражка антологии «1.3.6», но после получения финансирования от южнокорейской киностудии CJ Entertainment расширен до полнометражного. Бюджет составил 60 тыс. долларов США, съёмки заняли 10 дней. Этот фильм стал первым успехом режиссёра на южнокорейском рынке и получил хорошие отзывы у критиков. В 2005 году вышел на экраны фильм «Волшебники». Он также предполагался как 40-минутная короткометражка, но был расширен до полнометражного фильма, снятого полностью одним дублем.
В 2009 году вышел на экраны документальный фильм «Танец времени», рассказывающий историю корейской диаспоры на Кубе.
В 2011 году написал сценарий короткометражного фильма «Прости, спасибо» антологии, посвящённой отношениям людей со своими домашними питомцами. В том же году вышел на экраны фильм «Всегда». Он стал фильмом открытия на Международном кинофестивале в Пусане.

## Фильмография
| Год  |     | Русское название   | Оригинальное название | Примечание                    |
| ---- | --- | ------------------ | --------------------- | ----------------------------- |
| 1998 | кор | Сон клоунов        | Marzenia klauna       | режиссёр                      |
| 1998 | кор | Печень и картофель | Watroba i ziemniaki   | режиссёр, сценарист           |
| 1998 | кор | Пикник             | 소풍                  | режиссёр, сценарист, продюсер |
| 2001 | ф   | Остров цветов      | 꽃섬                  | режиссёр, сценарист           |
| 2001 | ф   | Паучий лес         | 거미숲                | режиссёр, сценарист           |
| 2004 | ф   | Перья на ветру     | 깃                    | режиссёр, сценарист           |
| 2005 | ф   | Волшебники         | 마법사들              | режиссёр, сценарист           |
| 2009 | док | Танец времени      | 시간의 춤             | режиссёр                      |
| 2011 | кор | Прости, спасибо    | 미안해, 고마워        | режиссёр, сценарист           |
| 2011 | ф   | Всегда             | 오직 그대만           | режиссёр, сценарист           |
| 2012 | ф   |                    | 시간의 숲             | режиссёр                      |